# Уарини

Уарини на карте штата.

Уарини (порт. Uarini) — муниципалитет в Бразилии, входит в штат Амазонас. Составная часть мезорегиона Центр штата Амазонас. Входит в экономико-статистический микрорегион Тефе. Население составляет 11 891 человек. Занимает площадь 10 274,68 км². Плотность населения — 1,16 чел./км².

## География
Климат местности: тропический жаркий гумидный.

## Границы
Муниципалитет граничит:
- на северо-востоке —  муниципалитет Мараан
- на юго-востоке —  муниципалитет Алварайнс
- на западе —  муниципалитет Журуа
- на северо-западе —  муниципалитет Фонти-Боа

## Демография
Согласно сведениям, собранным в ходе переписи 2010 г. Национальным институтом географии и статистики (IBGE), население муниципалитета составляет:
| Полное население                               | Полное население                               | Полное население                               | Полное население                               | 11 891 |
| ---------------------------------------------- | ---------------------------------------------- | ---------------------------------------------- | ---------------------------------------------- | ------ |
| в том числе:                                   | Городское население                            | 6795                                           | Процент городского населения, %                | 57,14  |
|                                                | Сельское население                             | 5096                                           | Процент сельского населения, %                 | 42,86  |
|                                                | Мужское население                              | 6332                                           | Процент мужского населения, %                  | 53,25  |
|                                                | Женское население                              | 5559                                           | Процент женского населения, %                  | 46,75  |
| Плотность населения, чел/км²                   | Плотность населения, чел/км²                   | Плотность населения, чел/км²                   | Плотность населения, чел/км²                   | 1,16   |
| Население муниципалитета в % к населению штата | Население муниципалитета в % к населению штата | Население муниципалитета в % к населению штата | Население муниципалитета в % к населению штата | 0,34   |

По данным оценки 2015 года, население муниципалитета составляет 13 121 житель.

## Важнейшие населенные пункты
| № | Населённый пункт | Населённый пункт (порт.) | Категория         | Население чел. (2010) | На карте                       |
| - | ---------------- | ------------------------ | ----------------- | --------------------- | ------------------------------ |
| 1 | Уарини           | Uarini                   | город             | 6795                  | 2°58′55″ ю. ш. 65°09′32″ з. д. |
| 2 | Пунан            | Punã                     | поселок           | 518                   | 3°01′47″ ю. ш. 65°02′52″ з. д. |
| 3 | Порту-Прайя      | Porto Praia              | индейская деревня | 229                   | 2°53′48″ ю. ш. 65°09′17″ з. д. |